# Allenby Chilton
Allenby C. Chilton (* 16. September 1918 in Sunderland; † 16. Juni 1996 ebenda) war ein englischer Fußballspieler und -trainer. Als Mittelläufer gewann er mit Manchester United 1948 den FA Cup und vier Jahre später die englische Meisterschaft.

## Sportlicher Werdegang
Der aus dem englischen Nordosten stammende Chilton schloss sich im November 1938 dem Erstligisten Manchester United an. Der Traum von einer Profikarriere erhielt jedoch bereits kurz darauf einen schweren Rückschlag, als er zwar am 2. September 1939 gegen Charlton Athletic erstmals eine Meisterschaftspartie absolvierte, aber bereits am Tag darauf erklärte das Vereinigte Königreich Deutschland als Antwort auf den Überfall auf Polen den Krieg. Dies hatte zur Folge, dass der englische Ligafußball sieben Jahre lang aussetzte und auch Chilton beteiligte sich an den Kampfhandlungen. Obwohl er in der Normandie verwundet wurde, trat er bei mehreren Gelegenheiten in seiner Heimat bei diversen Vereinen als Gastakteur auf und in der Kriegsspielzeit 1943/44 gewann er mit Charlton Athletic die Südausgabe des Football League War Cups. Finalgegner vor 85.000 Zuschauern im Wembley-Stadion war der FC Chelsea.
Nach Ende des Zweiten Weltkriegs absolvierte er zunächst am 5. Januar 1946 gegen Accrington Stanley (2:2) im FA Cup seine erste Pflichtbegegnung und nach Wiederaufnahme des Ligabetriebs zur Saison 1946/47 spielte er sich auf der Position des Mittelläufers in die Stammformation von ManUnited. Zu Anfang erfreute sich beim heimischen Anhang keiner großen Beliebtheit und zwischenzeitlich dachte dieser über ein Boxkarriere nach. Nach sechs Monaten im Ring kehrte er zum Fußball zurück und Trainer Matt Busby, der den körperlich robusten Chilton sehr schätzte, vertraute ihm weiter die verantwortungsvolle Rolle des „Centre-halfs“ an. Erster bedeutender Titelgewinn war 1948 der FA Cup und als die „Red Devils“ vier Jahre später die englische Meisterschaft gewannen, verpasste er keines von 42 Ligaspielen. Er galt als Rückgrat im Abwehrverbund von Manchester United und kurze Zeit darauf folgte er Johnny Carey als Mannschaftskapitän nach. Als er im Februar 1955 seinen Stammplatz an Mark Jones – eines der „Busby Babes“, die den folgenden Generationenwechsel prägten – verlor, endete damit auch eine Serie von 166 ununterbrochenen Ligaeinsätzen. Dies war gleichzeitig ein Vereinsrekord, den erst Steve Coppell während der Saison 1980/81 verbesserte. Auf dem Zenit seiner fußballerischen Laufbahn um 1950 absolvierte Chilton auch zwei Länderspiele für die englische Nationalmannschaft gegen Nordirland (4:1 am 7. Oktober 1950) und Frankreich (2:2 am 3. Oktober 1951). Dazu wurde er in den englischen Kader anlässlich der Weltmeisterschaft 1954 in der Schweiz nominiert, aber als Ersatzmann stand er in der Heimat nur „auf Abruf“.
Im März 1955 verließ Chilton Manchester United in Richtung Grimsby Town. Ab Ende der Saison 1954/55 agierte er dort zunächst als Spielertrainers und unter seiner Regie verbesserte sich der Drittligist von dem vorletzten Rang zum Meister und Aufsteiger 1956. Nach acht weiteren Ligapartien in der Saison 1956/57 endete seine aktive Karriere und bis April 1959 betreute er die „Mariners“ weiter als hauptamtlicher Trainer (die Saison 1958/59 endete mit einem Abstieg). Letzte Stationen im Profifußballgeschäft waren in der Saison 1960/61 Wigan Athletic und anschließend Hartlepools United (zunächst als Scout und in der Spielzeit 1962/63 als Trainer).
Nach seinem Rückzug aus dem Fußballgeschäft kehrte er nach Sunderland zurück. Dort betrieb dort zunächst eine Gaststätte und später arbeitete er für Coles Cranes. Mitte Juni 1996 starb er 77-jährig im Sunderlander Stadtteil Southwick an den Folgen eines Schlaganfalls.

## Titel/Auszeichnungen
- Englische Meisterschaft (1): 1952
- Englischer Pokal (1): 1948
- FA Charity Shield (1): 1952
- Football League War Cup South (1): 1944